# Michelle Wachs
Michelle Lynn Wachs é uma matemática estadunidense, especialista em combinatória algébrica e professora de matemática na Universidade de Miami.

## Contribuições
Wachs e seu orientador Adriano Garsia são conhecidos pleo algoritmo Garsia–Wachs para árvores de busca binária ótima, que publicaram em 1977.[A] Ela também é conhecida por sua pesquisa sobre "shellings" para complexos simpliciais,[F] conjuntos parcialmente ordenados[C] e grupos de Coxeter,[B] e em estatística de permutação aleatória[E] e estatística de partição de conjuntos.[D]

## Formação
Wachs obteve um doutorado em 1977 pela Universidade da Califórnia em San Diego, orientada por Adriano Garsia, com a tese Discrete Variational Techniques in Finite Mathematics.

## Reconhecimento
Em 2012 tornou-se um dos fellows inaugurais da American Mathematical Society. Em 2013 ela e seu marido, o matemático Gregory Galloway (chefe do departamento de matemática de Miami) foram reconhecidos como Simons Fellows. Uma conferência em sua homenagem foi realizada em janeiro de 2015 na Universidade de Miami.

## Publicações selecionadas
| A. | Garsia, Adriano M.; Wachs, Michelle L. (1977), «A new algorithm for minimum cost binary trees», SIAM Journal on Computing, 6 (4): 622–642, MR 0520738, doi:10.1137/0206045 |

| B. | Björner, Anders; Wachs, Michelle (1982), «Bruhat order of Coxeter groups and shellability», Advances in Mathematics, 43 (1): 87–100, MR 644668, doi:10.1016/0001-8708(82)90029-9 |

| C. | Björner, Anders; Wachs, Michelle (1983), «On lexicographically shellable posets», Transactions of the American Mathematical Society, 277 (1): 323–341, JSTOR 1999359, MR 690055, doi:10.2307/1999359 |

| D. | Wachs, Michelle; White, Dennis (1991), «{\displaystyle p,q}-Stirling numbers and set partition statistics», Journal of Combinatorial Theory, Series A, 56 (1): 27–46, MR 1082841, doi:10.1016/0097-3165(91)90020-H |

| E. | Björner, Anders; Wachs, Michelle L. (1991), «Permutation statistics and linear extensions of posets», Journal of Combinatorial Theory, Series A, 58 (1): 85–114, MR 1119703, doi:10.1016/0097-3165(91)90075-R |

| F. | Björner, Anders; Wachs, Michelle L. (1996), «Shellable nonpure complexes and posets I», Transactions of the American Mathematical Society, 348 (4): 1299–1327, MR 1333388, doi:10.1090/S0002-9947-96-01534-6; Part II, Trans. AMS 349 (10): 3945–3975, 1997, doi:10.1090/S0002-9947-97-01838-2, |